# Marie-Louise Charles

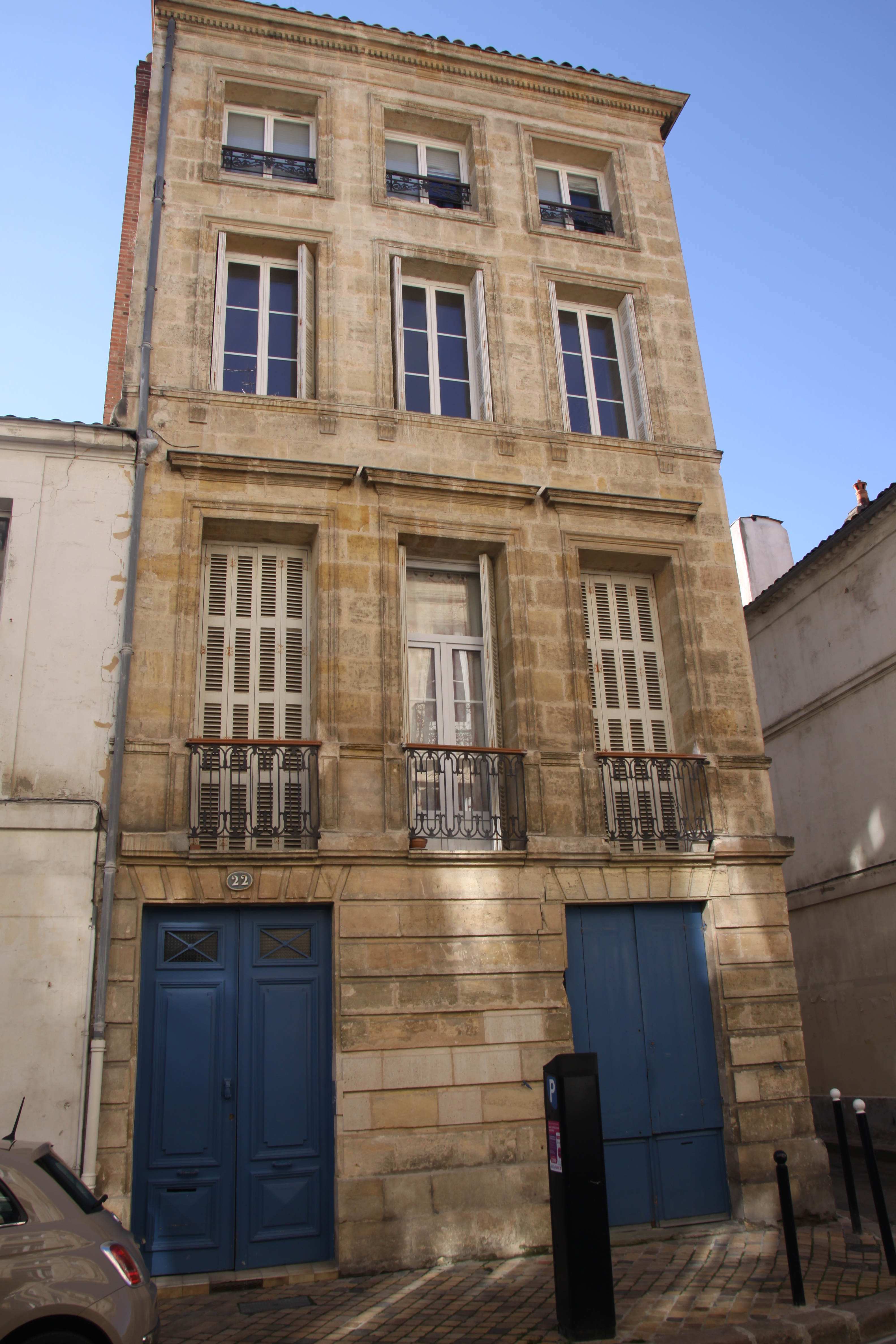
Immeuble bordelais acquis, agrandi et revendu par Marie-Louise Charles, actuellement au 22 rue Albert de Mun

Marie-Louise Charles est une esclave africaine affranchie née à la Guadeloupe vers 1765 et vivant à Bordeaux à la fin du XVIIIe siècle. Noire, jeune et femme, son parcours est exceptionnel : elle s'enrichit grâce à des transactions immobilières, gérant elle-même sa fortune et côtoyant la bourgeoisie bordelaise.

## Éléments de biographie
Marie-Louise Charles naît vers 1765 dans le village du Petit-Bourg à la Guadeloupe. Ses parents, Charles et Marie, sont selon toute vraisemblance deux esclaves.
On retrouve sa trace à Bordeaux en 1784. Elle a une vingtaine d'années, elle est libre. C'est l'une des quelque 5 200 personnes d'origine africaine présentes en ville à un moment ou à un autre de la période de la traite ; il est plausible que son propriétaire aux Antilles l'ait ramenée en France avec lui et l'y ait affranchie.
Cet été-là, Marie-Louise achète un « commencement de bâtisse » à quelques centaines de mètres de la basilique Saint-Seurin. Ce quartier périphérique, alors hors les murs et en plein développement, est le lieu d'habitation privilégié de la communauté noire à Bordeaux. La maison est payée 4 000 livres, une somme colossale, trois fois supérieure au montant moyen de la transaction à l'époque. Sur l'acte de vente, un certain Bernardin Brunelot, propriétaire bordelais originaire de Saint-Domingue, se porte caution : peut-on inférer que l'homme est son ancien maître, qui l'a affranchie en rentrant en métropole en lui léguant, comme parfois, une somme d'argent — probablement à la suite de faveurs sexuelles?
Marie-Louise fait agrandir la maison par les architectes Laclotte (ceux-là mêmes qui la lui ont vendue), y ajoutant trois étages pour la somme supplémentaire de 2 700 livres, et la cède en 1787 à Casimir Fidèle, autre Noir affranchi aisé qui exploite une auberge à Bordeaux, cette fois-ci pour la somme de 8 000 livres,.
Entre les deux actes, elle a appris à signer de son nom, peut-être à lire et à écrire, signe de son élévation sociale.
En 1790, Marie-Louise épouse François Hardy, un coiffeur métis. C'est elle qui apporte au ménage l'essentiel du patrimoine : François dispose de 200 livres, elle d'une créance de 3 000 livres auprès de Casimir Fidèle et d'un mobilier d'une rare richesse — un lit, une armoire en noyer, une bergère, un bureau, des indiennes, des couverts en argent, mentionne le contrat de mariage — évalué à 1 400 livres. Le couple s'installe rue Castelnau d'Auros. 
En 1807, elle vit avec une autre femme noire et ses deux enfants au 9, rue Colignon. Elle dit exercer la profession de lingère, ce qui indique peut-être qu'elle a subi des revers de fortune,. C'est la dernière trace de son existence.